# Хвойна вулиця (Київ, Подільський район)
Хво́йна вулиця — зникла вулиця, що існувала в Подільському районі міста Києва, місцевість Вітряні гори. Пролягала від Галицької до Зустрічної вулиці.
Прилучалася Січова вулиця.

## Історія
Вулиця виникла в 1-й половині XX століття під назвою 276-а Нова. Назву Хвойна вулиця отримала 1944 року. Ліквідована у зв'язку зі зміною забудови наприкінці 1970-х — на початку 1980-х років. 